# Caeroplastes sorrentinus
Caeroplastes sorrentinus är en kräftdjursart som beskrevs av Karl Wilhelm Verhoeff 1918. Caeroplastes sorrentinus ingår i släktet Caeroplastes och familjen Porcellionidae. Inga underarter finns listade i Catalogue of Life.